# Consonante labiodental
Las consonantes labiodentales son aquellas cuya articulación se produce al juntar o aproximar el labio inferior y los dientes incisivos superiores. Las consonantes labiodentales identificadas por el alfabeto fonético internacional son:
| AFI | Descripción                  | Ejemplo    | Ejemplo       | Ejemplo    | Ejemplo      |
| --- | ---------------------------- | ---------- | ------------- | ---------- | ------------ |
| AFI | Descripción                  | Idioma     | Ortografía    | AFI        | Significado  |
| p̪   | oclusiva labiodental sorda   |            |               |            |              |
| b̪   | oclusiva labiodental sonora  |            |               |            |              |
| p̪͡f  | africada labiodental sorda   | tsonga     | no disponible | [tim̪p̪͡fuβu] | ‘hipopótamo’ |
| b̪͡v  | africada labiodental sonora  | tsonga     | no disponible | [ʃileb̪͡vu]  | ‘barbilla’   |
|     | nasal labiodental            | inglés     | symphony      | [ˈsɪɱfəni] | ‘sinfonía’   |
|     | fricativa labiodental sorda  | inglés     | fan           | [fæn]      | ‘abanico’    |
|     | fricativa labiodental sonora | inglés     | van           | [væn]      | ‘furgoneta’  |
|     | aproximante labiodental      | neerlandés | wang          | [ʋɑŋ]      | ‘mejilla’    |